# 耳野健二
耳野 健二（みみの けんじ、1966年 - ）は、日本の法学者（法哲学・歴史法学・西洋法制史）。京都産業大学現代社会学部教授。博士（法学）（京都大学・論文博士・2000年）。

## 経歴
- 1966年生まれ。
- 1990年 京都大学法学部卒業
- 1992年 京都大学大学院法学研究科修士課程修了
- 1994年 京都大学大学院法学研究科博士後期課程学位取得退学
- 1994年 - 1999年 熊本大学 助教授
- 2000年 - 博士（法学）（京都大学）（学位論文「サヴィニーの法思考 : ドイツ近代法学における体系の概念」）[1]

## 研究内容
- 主に市民社会における法理論・法思想の歴史的・哲学的研究を行う。近現代のドイツ法の歴史と理論を主要な対象としつつ、社会史・文化史・哲学史等、隣接領域との関連を意識した研究を展開している。
- 法システムを現代社会の根本的な構成要素の一つと見た上で、実定法の作動の背景にある様々な歴史的・文化的・社会的要因をも考慮しつつ、転換期にある我々の社会と生活を捉える視座を獲得することを狙いとしている。
- 歴史法学を中心とする19世紀ドイツ法学の法理論とその歴史的展開をヨーロッパ法史の視角から分析・再構成。特にドイツの法学者サヴィニーに関しては深い考察を行っているようである。
- 法と道徳の関係、法的思考の特質の解明、実定法と自然法の関係など、法哲学上の基本問題を考察。

## 主な著書・論文

### 著書
- 『サヴィニーの法思考－ドイツ近代法学における体系の概念－』（東京:未來社349+Xiii、1998年） 博士論文
- 『ゆらぎの法律学』（東京:風行社、1997年）共著、河上倫逸編

### 論文
- 「サヴィニー『体系』序論 (Vorrede) における方法理念－殊にその執筆草稿を手掛かりとして－」（Historia Juris 比較法史研究、5, 222-248, 1996年）
- 「P.J.A.v.フォイエルバッハの「普遍法史」の構想－サヴィニーとの比較を手掛かりとして」（Historia Juris 比較法史研究、6、263-287、1997年）
- 「初期サヴィニーの方法論講義（1802年）における体系概念」（熊本大学教育学部紀要46（人文科学編）、13-31、1997年）
- 「ロマニストによる「ヨーロッパ法史」批判―Tomasz Giaroの業績から―」（産大法学第33巻第1・2号、245-266、1999年）
- 「19世紀ドイツ法学におけるRechtsverhaltnisの概念」（Historia Juris, 比較法史研究11、96-158、2003年）
- 「思想の再構成としての解釈―サヴィニーにおける解釈の概念」（Historia Juris, 比較法史研究、13、178-230、2005年）
- 「＜関係＞を基礎とする法秩序―サヴィニー法体系論における法関係の意義」（Historia Juris, 比較法史研究、14, 146-216, 2006年）
- 「学問によるパンデクテン体系の成立―19世紀ドイツにおける法律学の近代化の一側面 (1)」（産大法学、第40巻3・4号、156 -194, 2007年）

### 翻訳
- 『事実性と妥当性―法と民主的法治国家の討議理論にかんする研究（上）』（Jürgen Habermas原著、河上倫逸共訳、未來社、2002年）
- 『事実性と妥当性―法と民主的法治国家の討議理論にかんする研究（下）』（Jürgen Habermas原著、河上倫逸共訳、未來社、2003年）

## その他
- 比較法史学会、ドイツ文化社会史学会に所属。

## 参照
- 京都産業大学大学院法学研究科教員紹介
- 研究開発支援総合ディレクトリ研究者情報